# Newton (Illinois)
Newton es una ciudad ubicada en el condado de Jasper en el estado estadounidense de Illinois. En el Censo de 2010 tenía una población de 2849 habitantes y una densidad poblacional de 595,89 personas por km².

## Geografía
Newton se encuentra ubicada en las coordenadas 38°59′17″N 88°9′53″O / 38.98806, -88.16472. Según la Oficina del Censo de los Estados Unidos, Newton tiene una superficie total de 4.78 km², de la cual 4.78 km² corresponden a tierra firme y (0%) 0 km² es agua.

## Demografía
Según el censo de 2010, había 2849 personas residiendo en Newton. La densidad de población era de 595,89 hab./km². De los 2849 habitantes, Newton estaba compuesto por el 98.28% blancos, el 0.14% eran afroamericanos, el 0.04% eran amerindios, el 0.21% eran asiáticos, el 0.04% eran isleños del Pacífico, el 0.35% eran de otras razas y el 0.95% pertenecían a dos o más razas. Del total de la población el 1.19% eran hispanos o latinos de cualquier raza.